# Ophélia Kolb
Pour les articles homonymes, voir Kolb.
Ophélia Kolb est une actrice française née le 20 juin 1982.
Elle reçoit en mai 2019 le Molière de la comédienne dans un second rôle.

## Biographie

### Famille et formation
Ophélia Kolb-Kasapoglu est la fille d'une mère allemande marionnettiste et d'un père turc, Işıl Kasapoğlu (tr), metteur en scène et directeur de théâtre en Turquie. Elle étudie les arts du spectacle à l'université Sorbonne-Nouvelle de 2001 à 2005 et suit en parallèle les cours de l'école de comédie du théâtre national de Chaillot,.
Elle parle le français et l'anglais ainsi que, dans une moindre mesure, le turc et l'allemand.

### Débuts
Ophélia Kolb commence sa carrière en 2007 avec une apparition dans un épisode de Chez Maupassant et le film Ceux qui restent, d'Anne Le Ny, où elle tient un petit rôle. Puis elle joue en 2010 dans deux films : Gainsbourg (vie héroïque) et L'Autre Dumas. Elle participe également à un épisode de Profilage et à Caméra Café 2, ainsi qu'à la première saison de La Commanderie.
Entre 2011 et 2014, elle enchaîne les petits rôles dans les longs et courts métrages et multiplie les apparitions à la télévision, mais l'actrice se fait connaître du grand public avec son rôle récurrent dans la série à succès Dix pour cent en 2015, où elle incarne Colette, une jeune vérificatrice des impôts qui devient la compagne d’une des protagonistes, Andréa Martel, jouée par Camille Cottin.
En outre, depuis 2014, Ophélia Kolb tient le rôle d'Ysabeau, épouse de François d'Arc, cousin de Jeanne d'Arc, dans la shortcom La Petite Histoire de France.

### Percée
Début 2016, Ophélia Kolb joue au Théâtre de Poche Montparnasse le rôle de la jeune médiatrice débutante dans La Médiation de Chloé Lambert, mise en scène par Julien Boisselier,. La pièce lui vaut d'être nommée pour le Molière 2016 de la révélation féminine auprès de sa partenaire de jeu Raphaëline Goupilleau nommée pour celui de la comédienne dans un second rôle.
Fin 2017, elle revient avec un rôle principal dans la série On va s'aimer un peu, beaucoup.... Elle y joue une avocate, aux côtés de Catherine Marchal et Charlotte des Georges,. La série s'arrête au bout de deux saisons.
À l'automne 2018, elle joue dans une mise en scène de Charlotte Rondelez de La Ménagerie de verre de Tennessee Williams. Le journal Les Échos salue sa performance de « poignante Laura aux accents tragiques », face à Cristiana Reali dans le rôle de sa mère et elle décroche pour ce rôle, le 13 mai 2019, le Molière de la comédienne dans un second rôle.
À la fin de l'année 2018, elle est à l'affiche d'Amanda, de Mikhael Hers, secondant le trio central composé de Vincent Lacoste, Isaure Multrier et Stacy Martin, et du téléfilm de France 3 Jusqu'à ce que la mort nous unisse, aux côtés de Bruno Debrandt et de Bruno Wolkowitch.

## Filmographie
Sauf indication contraire, les informations mentionnées dans cette section peuvent être confirmées par la base de données cinématographiques IMDb,  présente dans la section « Liens externes ».

### Cinéma

#### Longs métrages
- 2007 : Ceux qui restent d'Anne Le Ny : Jennifer, la vendeuse point-presse
- 2010 : L'Autre Dumas de Safy Nebbou : Marion
- 2010 : Gainsbourg (vie héroïque) de Joann Sfar : le modèle
- 2012 : Associés contre le crime de Pascal Thomas : Gisèle
- 2013 : Gare du Nord de Claire Simon : la jeune maîtresse
- 2014 : Jamais le premier soir de Mélissa Drigeard : L'hôtesse du salon Zen
- 2016 : La Vache de Mohamed Hamidi : Stéphanie
- 2017 : Monsieur et Madame Adelman de Nicolas Bedos : Une invitée à l'anniversaire
- 2018 : Amanda de Mikhaël Hers : Sandrine Sorel
- 2019 : Docteur ? de Tristan Séguéla : Marjolaine Joffrin
- 2020 : Le Lion de Ludovic Colbeau-Justin : Kelly
- 2022 : Le Torrent d'Anne Le Ny : Juliette
- 2022 : Les Passagers de la nuit de Mikhaël Hers : La collègue à la bibliothèque
- 2023 : Toi non plus tu n'as rien vu de Béatrice Pollet : La procureure
- 2023 : Pandemonium de Quarxx : Julia
- 2024 : Les Courageux de Jasmin Gordon : Jules

#### Courts métrages
- 2004 : Pink Room d'Alban Mench : La fille
- 2007 : Dans leur peau d'Arnaud Malherbe
- 2007 : Valériane va en ville d'Alban Mench : Valériane
- 2009 : Juste un détour de Pierre Renverseau : Lucie
- 2011 : Les Cybernautes rêvent-ils d'amours digitales ? de Gilles Bindi : Mélanie
- 2011 : Lilith : Rachel
- 2016 : Leçon des choses de Pierre Dugowson
- 2017 : Belle à croquer d'Axel Courtière : La victime
- 2017 : Jusqu'à écoulement des stocks de Pierre Dugowson
- 2017 : Je suis boomerang de Sébastien Chamaillard
- 2018 : Dinosaure de Pierre Dugowson
- 2020 : Double Appel de Lucas Besnier : Rose Vernon
- 2020 : Summer time d'Andra Tevy : La sœur
- 2020 : 2030 de Pierre Dugowson
- 2022 : Burnt de Muriel Brunier

### Télévision

#### Séries télévisées
- 2007 : Chez Maupassant : Margot
- 2009 : Ce jour-là, tout a changé : Lucile Desmoulins
- 2010 : Caméra Café 2 : Anne-Sophie Le Traorec
- 2010 : La Commanderie : Aygline Gallien
- 2010 : Profilage : Noémie Bertrand
- 2010 : Boulevard du Palais : Fleur
- 2012 : Main courante : Adeline Podron
- 2014 : La Loi de Barbara : Sarah Mayet
- Depuis 2014 : La Petite Histoire de France: Ysabeau
- 2015 - 2020 : Dix pour cent : Colette Brancillon
- 2016 : Duel au soleil : Julie Castelli
- 2016 : Prof T. : Gwen Quemeneur
- 2017 - 2019 : On va s'aimer un peu, beaucoup... : Me Audrey Lartigue
- 2020 : César Wagner : Héloïse Wasserman
- 2021 : Rebecca : Lucille Dolivet
- 2021 : Jeune et Golri : Nathalie
- 2021 : Ce que Pauline ne vous dit pas : Pauline[12],[13]
- 2021 : L'Homme que j'ai condamné : Inès[14],[15]
- 2022 : Et la montagne fleurira : Zélie
- 2022 : 18h30 : Jen[16]
- 2022 : 50 nuances de Grecs : Cassandre (voix)
- 2023 : Tapie : Michèle Tapie
- 2023 : Rictus : Céline
- Depuis 2023 : Panda : Lola
- 2023 : Pamela Rose, la série de Ludovic Colbeau-Justin : Clara Willing
- 2024 : Ouija, un été meurtrier : Isabelle Seguin
- 2024 : Nos vies en l'air de Jonathan Cohen-Berry et Anthony Jorge : Clémence
- 2024 : Cat's Eyes d'Alexandre Laurent : Angela Rupert
- 2025 : À l'instinct (épisode En eaux profondes) : Diane Rexler

#### Téléfilms
- 2018 : Jusqu'à ce que la mort nous unisse de Delphine Lemoine : Adjudante Servane Breitenbach
- 2021 : On n’efface pas les souvenirs d'Adeline Darraux : Mikki
- 2021 : Jugé sans justice[17] de Lou Jeunet : Sophie Santini
- 2023 : Meurtres aux Îles de Lérins d'Anne Fassio : Laure Castaldi
- 2026 : Filip de Laurent Tuel
- 2026 : Bêtes de flic de Slimane-Baptiste Berhoun : Angèle

## Théâtre
- 2012-2013 : La Mouette d'Anton Tchekhov, mise en scène Frédéric Bélier-Garcia, Théâtre des Célestins – Nina
- 2016 : La Médiation de Chloé Lambert, mise en scène Julien Boisselier, Théâtre de Poche Montparnasse
- 2017 : La Mort de Tintagiles de Maurice Maeterlinck, mise en scène Géraldine Martineau, Théâtre de la Tempête
- 2018 - 2019 : La Ménagerie de verre de Tennessee Williams, mise en scène Charlotte Rondelez[18], Théâtre de Poche Montparnasse
- 2020 : Détails de Lars Noren[19], mise en scène Frédéric Bélier-Garcia, Théâtre du Rond-Point
- 2022 : Lettre d'une inconnue de Stefan Zweig, mise en scène Bertrand Marcos, Comédie des Champs-Élysées
- 2024 : Une trilogie newyorkaise, d'après le livre de Paul Auster, mise en scène d'Igor Mendjisky, L'Azimut[20].

## Distinctions

### Récompense
- Molières 2019 : Molière de la comédienne dans un second rôle pour La Ménagerie de verre[10]

### Nominations
- Molières 2016 : Molière de la révélation féminine pour La Médiation[1]
- Molières 2020 : Molière de la comédienne dans un second rôle pour Détails